# Fred (Fred Bongusto)
Fred  è un album in studio del cantante italiano Fred Bongusto, pubblicato nel 1995.

## Descrizione
Il disco, pubblicato dall'etichetta discografica RTI Music in formato CD e musicassetta nel 1995, comprende il brano Tutta tutta, colonna sonora del film Venga a prendere il caffè... da noi (1970).

## Tracce
1. Tutta tutta
2. Presi (Crazy)
3. Campobasso e il gabbiano
4. Lulù
5. Il sogno italiano
6. Por toda minha vida
7. Ma che ti credi
8. Ritornerai
9. Maradona
10. Che fine hai fatto?
11. Medley: Por toda minha vida-Si durmesse 'nsieme a te